# 1345 Potomac
Az 1345 Potomac (ideiglenes jelöléssel 1908 CG) egy kisbolygó a Naprendszerben. Joel Hastings Metcalf fedezte fel 1908. február 4-én.